# Froideconche
Froideconche és un municipi francès situat al departament de l'Alt Saona i a la regió de Borgonya - Franc Comtat. L'any 2007 tenia 1.992 habitants.

## Demografia

### Població
El 2007 la població de fet de Froideconche era de 1.992 persones. Hi havia 828 famílies, de les quals 208 eren unipersonals (80 homes vivint sols i 128 dones vivint soles), 296 parelles sense fills, 256 parelles amb fills i 68 famílies monoparentals amb fills.
La població ha evolucionat segons el següent gràfic:
Habitants censats

### Habitatges
El 2007 hi havia 909 habitatges, 847 eren l'habitatge principal de la família, 7 eren segones residències i 55 estaven desocupats. 809 eren cases i 100 eren apartaments. Dels 847 habitatges principals, 654 estaven ocupats pels seus propietaris, 172 estaven llogats i ocupats pels llogaters i 21 estaven cedits a títol gratuït; 12 tenien una cambra, 13 en tenien dues, 72 en tenien tres, 222 en tenien quatre i 528 en tenien cinc o més. 671 habitatges disposaven pel capbaix d'una plaça de pàrquing. A 374 habitatges hi havia un automòbil i a 395 n'hi havia dos o més.

### Piràmide de població
La piràmide de població per edats i sexe el 2009 era:
| Homes | Edats   | Dones |
| ----- | ------- | ----- |
| 0     | 95 o +  | 4     |
| 0     | 90 a 94 | 8     |
| 4     | 85 a 89 | 12    |
| 16    | 80 a 84 | 20    |
| 16    | 75 a 79 | 12    |
| 28    | 70 a 74 | 32    |
| 40    | 65 a 69 | 68    |
| 68    | 60 a 64 | 56    |
| 44    | 55 a 59 | 60    |
| 92    | 50 a 54 | 84    |
| 68    | 45 a 49 | 68    |
| 104   | 40 a 44 | 80    |
| 52    | 35 a 39 | 100   |
| 60    | 30 a 34 | 32    |
| 72    | 25 a 29 | 88    |
| 32    | 20 a 24 | 36    |
| 80    | 15 a 19 | 64    |
| 64    | 10 a 14 | 68    |
| 60    | 5 a 9   | 56    |
| 60    | 0 a 4   | 64    |

## Economia
El 2007 la població en edat de treballar era de 1.293 persones, 935 eren actives i 358 eren inactives. De les 935 persones actives 852 estaven ocupades (448 homes i 404 dones) i 83 estaven aturades (38 homes i 45 dones). De les 358 persones inactives 168 estaven jubilades, 92 estaven estudiant i 98 estaven classificades com a «altres inactius».

### Ingressos
El 2009 a Froideconche hi havia 843 unitats fiscals que integraven 2.074 persones, la mediana anual d'ingressos fiscals per persona era de 17.656 €.

### Activitats econòmiques
Dels 102 establiments que hi havia el 2007, 1 era d'una empresa extractiva, 3 d'empreses alimentàries, 13 d'empreses de fabricació d'altres productes industrials, 16 d'empreses de construcció, 24 d'empreses de comerç i reparació d'automòbils, 7 d'empreses de transport, 5 d'empreses d'hostatgeria i restauració, 3 d'empreses financeres, 6 d'empreses immobiliàries, 11 d'empreses de serveis, 5 d'entitats de l'administració pública i 8 d'empreses classificades com a «altres activitats de serveis».
Dels 31 establiments de servei als particulars que hi havia el 2009, 1 era una oficina de correu, 1 funerària, 5 tallers de reparació d'automòbils i de material agrícola, 1 taller d'inspecció tècnica de vehicles, 1 paleta, 5 guixaires pintors, 3 fusteries, 6 lampisteries, 3 perruqueries, 4 restaurants i 1 agència immobiliària.
Dels 11 establiments comercials que hi havia el 2009, 1 era una botiga de més de 120 m², 3 fleques, 1 una fleca, 1 una llibreria, 2 botigues d'equipament de la llar, 1 una sabateria i 2 floristeries.
L'any 2000 a Froideconche hi havia 7 explotacions agrícoles que ocupaven un total de 232 hectàrees.

## Equipaments sanitaris i escolars
L'únic equipament sanitari que hi havia el 2009 era una farmàcia.
El 2009 hi havia 1 escola maternal i 1 escola elemental.

## Poblacions més properes
El següent diagrama mostra les poblacions més properes.